# Sostrata
Sostrata is een geslacht uit de familie van de Hesperiidae (Dikkopjes). De soorten van dit geslacht komen voor in Midden- en Zuid-Amerika.

## Soorten
- Sostrata adamantinus (Mabille, 1897)
- Sostrata bifasciata (Ménétriés, 1829)
- Sostrata caerulans (Mabille & Boullet, 1916)
- Sostrata cronion (Felder & Felder, 1867)
- Sostrata festiva (Erichson, 1848)
- Sostrata grippa Evans, 1953
- Sostrata jinna Evans, 1953
- Sostrata nordica Evans, 1953
- Sostrata pusilla (Godman & Salvin, 1895)